# Patrick James
Patrick James (* 27. März 1957) ist ein kanadischer Politikwissenschaftler, der als Professor an der University of Southern California forscht und lehrt. Sein Fachgebiet sind die Internationalen Beziehungen. 2017 amtierte er als Präsident der Peace Science Society  (International) und 2018/19 als Präsident der International Studies Association (ISA).
James machte seinen Bachelor-Abschluss 1978 an der kanadischen University of Western Ontario und wurde 1984 an der University of Maryland, College Park zum Ph.D. promoviert. Bevor er 2005 an die University of Southern California wechselte, war er Professor an der McGill University (von 1984 bis 1991, erst Assistant Professor, dann Associate Professor), der Florida State University (1991–1994), der Iowa State University  (1994–2001) und der University of Missouri 2001–2005.
James’ Lehr- und Forschungsinteressen liegen in den Bereichen Internationale Beziehungen (Analyse der Außenpolitik und Sicherheitsstudien), Vergleichende Politikwissenschaft (kanadische Politik), Rational Choice (kollektives Handeln, erwarteter Nutzen und Spieltheorie) und Empirische Methoden (Forschungsdesign und Statistik).

## Schriften (Auswahl)
- Canada and conflict. Oxford University Press, Don Mills 2012, ISBN 9780195432206.
- Constitutional politics in Canada after the Charter. Liberalism, communitarianism, and systemism. UBC Press, Vancouver 2010, ISBN 9780774817868.
- Mit Seung-Whan Choi: Civil-military dynamics, democracy, and international conflict. A new quest for international peace. Palgrave Macmillan, New York 2005, ISBN 1403964858.
- International relations and scientific progress. Structural realism reconsidered.  Ohio State University Press, Columbus 2002, ISBN 0814209009.
- Crisis and war. McGill-Queen's University Press, Kingston 1988; ISBN 0773505741.